# Bricon
Bricon é uma comuna francesa na região administrativa de Grande Leste, no departamento de Haute-Marne. Estende-se por uma área de 9,51 km². Em 2010 a comuna tinha 459 habitantes (densidade: 48,3 hab./km²).